# Georgiche
(Virgilio, Georgiche, III, v. 284, traduzione di M. Ramous)
Le Georgiche (in latino Georgica, neutro plurale - dal greco γεωργικά / gheorghikà - dell'aggettivo greco γεωργικός / gheorghikòs, "contadino", o, più semplicemente, "agricoltura", dalle parole γῆ / ghé, "terra", ed ἔργον / érgon, "lavoro") sono un poema didascalico di Publio Virgilio Marone che tratta la vita agricola. 
Nell'universo ideologico delle Georgiche, la natura idealizzata delle Bucoliche viene in parte adombrata da una polarità per certi aspetti contraddittoria: tra "il senso del lavoro come lotta faticosa con la natura" («Labor omnia vicit \ improbus, et duris urgens in rebus egestas», I, vv. 145-146, «La fatica ostinata / e le necessità, che urgono / in circostanze difficili, / vinsero tutto», trad. M. Ramous) e "una visione idilliaca, idealizzata" (A. La Penna) della natura che è un sostrato comunque onnipresente nell'intero arco poetico di Augusto.
Anche lo stile è più ricco e ricercato rispetto alle Bucoliche, e coniuga i canoni dell'alessandrinismo e della poesia neoterica con il gusto spontaneo per il sublime e l'aspra versificazione scientifica del De rerum natura di Lucrezio, pubblicato nel 53 a.C., in un alternarsi ininterrotto di pungente malinconia e serena consapevolezza della caducità umana.
L'opera si divide in quattro libri dedicati rispettivamente al lavoro nei campi, all'arboricoltura, all'allevamento del bestiame e all'apicoltura, per un totale di 2188 versi, precisamente esametri.
Il titolo molto probabilmente deriva da un'opera del poeta greco didascalico Nicandro di Colofone.
A muovere l'ispirazione del poeta sono la malinconia per l'infanzia lontana, la volontà di restaurazione degli ideali aviti percepiti in decadenza e un sostrato di complesse suggestioni culturali e filosofiche: queste le tre componenti principali, intrecciate su un genuino e spontaneo sentimento della vita rurale, che, bambino, Virgilio aveva vissuto in prima persona.
L'opera fu "orientata" da Mecenate seguendo le ispirazioni ideologiche augustee: venne composta nel periodo immediatamente precedente l'affermazione di Ottaviano a Roma e negli stessi anni in cui Virgilio entrò a far parte del circolo di Mecenate: precisamente tra il 37 e il 31 a.C.(il poeta scrisse dunque, in media, meno di un verso al giorno).

## I libri

### Libro I
Si spiega in modo semplice e comprensibile il motivo del poema, cioè l'invito di Ottaviano Augusto a vivere in campagna. Vi si trova la dedica a Mecenate e al Princeps; spiega i vari aspetti della coltivazione dei cereali e dei segni del tempo: qualità dei terreni, metodi (come aratura e semina), i segni celesti che il pastore deve leggere per evitare le calamità naturali. Importanti gli excursus sulle origini del labor, su quelle del calendario e sui prodigi celesti avvenuti dopo la morte di Cesare. Il libro termina raccontando della devastazione provocata nei campi dalle guerre civili, a tinte fosche e apocalittiche, con i timori catastrofici dell'umanità e le speranze riposte nell'astro nascente di Ottaviano. Il libro risulta ispirarsi alle Opere e i Giorni di Esiodo.

### Libro II
Invocazione a Bacco e descrizione della coltivazione delle piante: le varietà, i metodi. I toni sono festosi. Particolare attenzione hanno la vite, la cui coltivazione si rivela complessa e richiede perizia,  e l'olivo, pianta longeva e di semplice coltura. Lodi all'Italia, in quanto terra fertile e ricca di eroi, e alla primavera. Conclude con l'elogio della serena vita agreste.

### Libro III
Invocazione agli dei, lode ad Augusto e preludio dell'Eneide; metodi di allevamento del bestiame: buoi, cavalli, pecore e capre. Presente anche una sezione dedicata a cani e serpenti. Tratta delle difficoltà riscontrate da parte dei pastori, in Africa o in Scizia, contro la forza della Natura. Digressione sulla pestilenza che sterminò il bestiame nel Norico. È di matrice lucreziana, poiché vede nella natura una forza a volte devastatrice, travolgente, mossa da forze cieche.

### Libro IV
Nuova dedica a Mecenate e invocazione ad Apollo. Descrizione dell'apicoltura: descrive abitudini e specie, spiega qual è la stagione migliore per prelevare il miele (in tarda estate), come prelevarlo e come curare le malattie che colpiscono le api. Si torna ad un'ambientazione più serena e vivace della Natura. Excursus sul vecchio di Còrico e narrazione dell'epillio del pastore Aristeo, con inserimento in questo di una digressione del mito di Orfeo ed Euridice. È probabile che tale digressione abbia preso il posto di un elogio a Gaio Cornelio Gallo, amico di Virgilio, caduto in disgrazia presso l'imperatore a causa di una presunta congiura e che nel 26 a.C. si diede la morte. Nell'epilogo dell'opera l'autore ricorda il soggiorno napoletano e la composizione delle Bucoliche.

## Struttura del poema
Qui, come nelle "Bucoliche", troviamo un vero poema. I quattro libri che lo compongono hanno distinte autonomie tematiche, ma sono legati da un disegno complessivo e da sottili rimandi interni. Il primo e l'ultimo terzo sono pessimisti, il secondo e il quarto sono ottimisti. I primi due riguardano oggetti inanimati e gli ultimi due riguardano la natura vivente.
Inoltre, le prefazioni si alternano tra i volumi pari e dispari del romanzo: le più importanti sono le prefazioni del primo e del terzo libro, che contengono anche inni in lode di Ottaviano. Anche riguardo all'ultima digressione si può notare una corrispondenza simmetrica. La descrizione della guerra civile nel primo libro è legata all'attacco della peste agli animali di Norico nel terzo libro; nel secondo, la vita di campagna celebra gli orrori della guerra, e nel quarto, le api sorprendente recrudescenza della peste è una risposta alle morti causate dalla peste.

## Un poema didascalico
Il poema, benché rimanga all'interno del genere didascalico, non vuole solo spiegare il lavoro dei campi o fornire indicazioni tecniche sull'agricoltura: mira anche a esaltare l'attività agricola come palestra di virtù civili e partecipazione del cittadino a vantaggio della collettività, in accordo con l'ideologia augustea. Come ha ben notato Antonio La Penna, il poema non si rivolge agli agricoltori, ma all'intera società contemporanea, per "comunicare poeticamente i nuovi ideali che avrebbero dovuto guidare l'Italia e l'Impero". 
Virgilio, in alcuni punti, sembra rifarsi a Lucrezio, il poeta latino autore del poema didascalico De rerum natura, anche se non condivide pienamente la sua visione della natura. Sotto certi aspetti preferisce l'orientamento stoico; per altri, come la suddetta esaltazione del mondo agricolo e la sua minuziosa descrizione, il poeta latino sembra avvicinarsi molto al greco Esiodo, con il suo Le opere e i giorni (Ἔpγα καὶ ἡμέραι). 
In tale ottica si potrà ben definire come, con valide ragioni, in un suo breve saggio, Luigi Firpo abbia individuato nel poema una sorta di epos dell'Occidente, nella mitizzazione dell'età saturnia di un mondo rurale, per così dire, "duro", al quale si contrappongono i vizi di un mondo "morbido" qual era, nella mentalità dell'epoca, quello dell'Oriente, che per altro il poeta doveva conoscere perché all'ideologia da esso rappresentata aderiva quella di buona parte dei poeti alessandrini.
Si avverte in lui la volontà di costruire intorno all'uomo un mondo “complice”: il mondo della natura campestre è l'unico adatto ad una vita sana e virtuosa in contrapposizione alla vita cittadina e alla sua corruzione.

## Il lavoro
La digressione sulle origini del lavoro presenta quest'ultimo come dono di Giove all'uomo affinché egli, spinto dalla necessità, acuisse l'ingegno ideando le varie attività e perseguendo il progresso. In questo mito Virgilio prese come modello la concezione di Esiodo: mantenne il valore sacrale del lavoro, ritenendolo sempre un dono di Zeus e lo interpretò come un atto provvidenziale di giustizia, non come punizione divina.

## Lo stoicismo e le api
Il lavoro visto non più come una condanna, ma come dono divino, viene rivalutato dal punto di vista etico e culturale. Da questo punto di vista assume una particolare importanza la figura delle api nella digressione del IV libro. L'autore mostra le api riprendendo la metafora sociale di Cicerone: esse hanno un'organizzazione comunitaria, caratterizzata dalla fedeltà alla casa e alle leggi, dalla condivisione delle risorse e dalla dedizione al lavoro, in una tipica visione stoica della società. Le api, inoltre, sono disposte anche al sacrificio personale per il bene comune e mantengono l'assoluta dedizione al capo: tutti elementi del più puro idealismo augusteo. Con le Georgiche, Virgilio abbandonò la dolcezza consolatoria della natura presente nelle Bucoliche per trasformare la natura in cultura, grazie al lavoro dell'uomo.

## Edizioni
Edizioni critiche
- P. Vergili Maronis Eclogae et Georgica, post Ribbeckium tertium recognovit G. Ianell, Lipsiae 1930.
- P. Vergili Maronis Georgica. Cum Servi aliorumque adnotationibus selectis, edidit A. Colonna, Augustae Taurinorum, 1936.
- P. Vergili Maronis Eclogae et Georgica, recensuerunt A. Castiglioni et R. Sabbadini, Augustae Taurinorum 1963.

Traduzioni italiane
- Publio Virgilio Marone, Georgiche, collana Classici Greci e Latini (Oscar Mondadori), traduzione di Alessandro Barchiesi, Milano, Mondadori, 1980.
- Publio Virgilio Marone, Georgiche, collana Biblioteca Universale Rizzoli, traduzione di Luca Canali, Milano, Rizzoli, 1983.
- Publio Virgilio Marone, Georgiche, collana I grandi libri, traduzione di Mario Ramous, Milano, Garzanti, 1991.